# Сборная Аргентины по регби
Сборная Аргентины по регби (исп. Selección de rugby de Argentina) — национальная команда, представляющая Аргентину на международных соревнованиях по регби высшего уровня. Национальная команда управляется Аргентинским регбийным союзом и является одной из лучших в мире. World Rugby относит аргентинскую команду к сборным первого яруса. Аргентинцы традиционно выступают в белой и светло-голубой форме, а прозвище команды — «Пумы» (исп. Los Pumas). Сборная проводит свои домашние матчи на стадионе «Хосе Амальфитани» в Буэнос-Айресе, который вмещает 49 540 человек.
Регби был завезён в Аргентину в 1870-х годах, как и в большинство других стран британскими иммигрантами. В 1910 году национальная сборная провела свой первый матч против сборной Британских островов, приехавшей в Аргентину на празднования столетия Майской революции. Аргентинцы проиграли со счётом 3:28.
Согласно рейтингу World Rugby и результатам на чемпионатах мира Аргентина — сильнейшая сборная Американского континента. Команда практически не покидает топ-10 мирового рейтинга, а наилучший результат был достигнут в 2007 году, когда «Пумы» поднялись на третью строчку. Двое игроков, выступавших за аргентинскую сборную, включены в Зал славы World Rugby — Уго Порта и Агустин Пишот.
Сборная Аргентины участвовала во всех кубках мира по регби. Наивысшим достижением считается третье место на турнире 2007 года. Аргентинцы заняли первое место в своей группе, победив в том числе хозяев первенства сборную Франции. В четвертьфинале «Пумы» обыграли шотландцев со счётом 19:13. Несмотря на тяжёлое поражение от сборной ЮАР (будущих чемпионов), в матче за третье место сборная Аргентины снова уверенно выиграла у французов (34:10). С 2012 года Аргентина выступает в Чемпионате регби (до их присоединения назывался Кубком трёх наций), где ежегодно соревнуются с сильнейшими сборными Южного полушария — ЮАР, Новой Зеландией и Австралией.

## История

### Истоки и первые международные матчи
Регби в Аргентине появилось в 1870-х годах в Буэнос-Айресе, столице и главном порту страны, куда этот вид спорта завезли англичане. Первый регбийный матч на аргентинской земле был сыгран в 1873 году на поле крикетного клуба «Буэнос-Айрес», где игроки клуба разделились на две команды и провели игру по смешанным правилам футбола и регби. Первая же игра между разными командами состоялась лишь в 1886 году между «БАФК» и «Росарио». Эти и ещё два клуба («Бельграно» и «Ломас») в 1899 году основали Регбийный союз Ривер Плейт, который сегодня носит название Аргентинского регбийного союза, и в том же году провели первый официальный чемпионат страны. До 1903 года подавляющее большинство регбистов было британцами по происхождению, а местных жителей за редкими исключениями в команды не принимали. Первый клуб, который состоял из аргентинцев, был образован в 1904 году студентами инженерного факультета Университета Буэнос-Айреса.
В 1910 году состоялся матч, признаваемый первой международной встречей сборной Аргентины. 12 июня на поле клуба «Бельграно» встретилась сборная Регбийного союза Ривер Плейт и комбинированная сборная Великобритании, состоявшая из 16 английских и 3 шотландских регбистов, которая приехала в Аргентину на празднования столетия Майской революции. Сборная Аргентины, которая состояла исключительно из этнических британцев, проиграла туристам со счётом 3:28, а первую в истории и единственную в матче попытку за «Пум» занёс Си-Джей Маккарти.

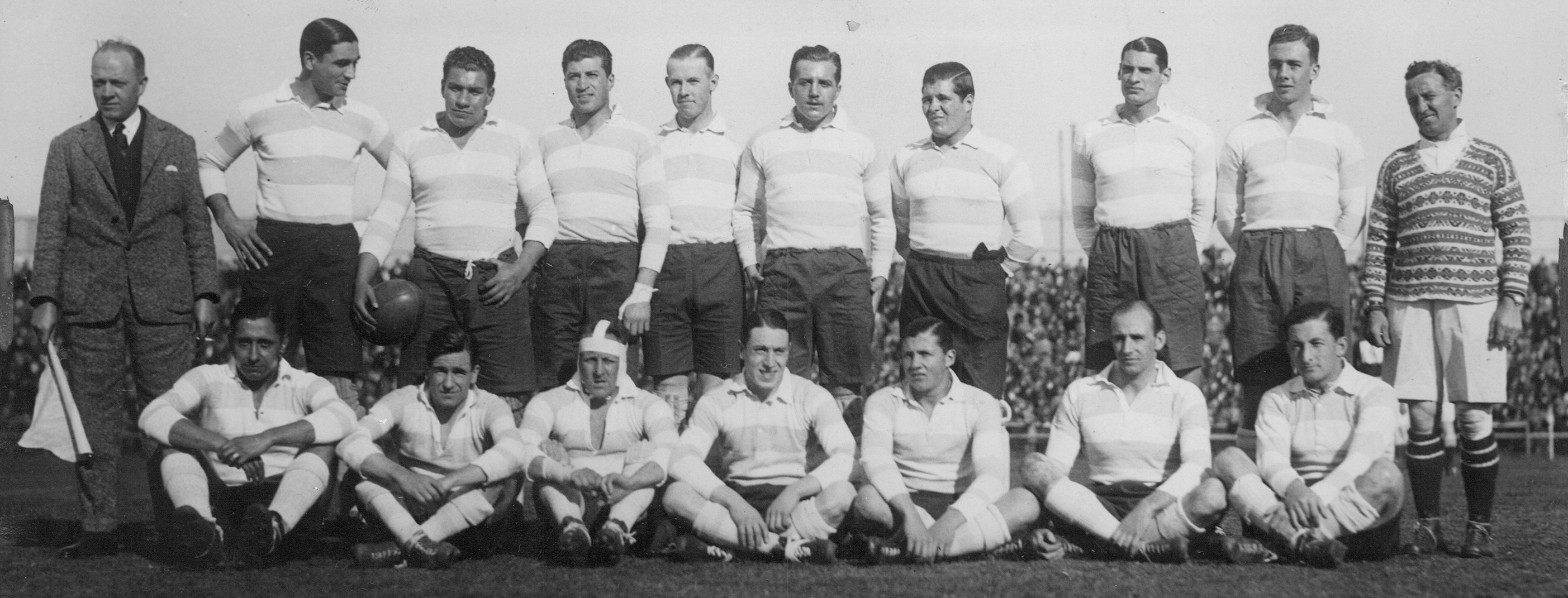
Сборная Аргентины перед одним из матчей с «Британскими львами» в 1927 году.

У аргентинцев была возможность поучаствовать в регбийном турнире Олимпийских игр 1924, был даже выбран состав из 21 игрока, однако регбийный союз не нашёл средств и поездка не состоялась. В следующий раз сборная сыграла только в 1927 году. Соперниками вновь выступили британцы, но в этот раз на поле с ними вышли не выходцы из Старого света — в отличие от 1910 года, сборная Аргентины состояла преимущественно из потомков местного населения, а не британских рабочих. В тех матчах по предложению Абеллардо Гутьереса из клуба «Гимнасиа и Эсгрима» аргентинцы сыграли в цветах, в которых они выступают до сих пор — белые регбийки с небесно-голубыми горизонтальными полосами. Всего было сыграно четыре матча, все они были выиграны туристами с разгромными счетами. Капитаном «Пум» в тех играх был Артуро Родригес Хурадо, который через год стал олимпийским чемпионом по боксу.
Следующие матчи сборной состоялись пять лет спустя, когда в 1932 году в Аргентину приехала вторая сборная ЮАС, также известная как «Газели». В общей сложности южноафриканцы сыграли шесть матчей с клубами страны и два со сборной (победы туристов 42:0 и 34:3). Через год двое регбистов из состава, громившего аргентинцев, — Рибек Эллиот и Волли Вольхёйм — вернулись и стали выступать за местную команду «Инду». До Второй мировой войны «Британские львы» ещё раз посетили Аргентину. Как и в предыдущий раз они сыграли несколько матчей с местными командами (все кроме одного прошли в Буэнос-Айресе) и один с национальной сборной, обыграв «Пум» со счётом 23:0.
В том же году аргентинцы провели свои первые выездные встречи. Через месяц после тестового матча с британцами «Пумы» отправились в Чили и сыграли там два матча против местной сборной и один против клуба «Принс-оф-Уэйлз Кантри». В первой игре, на которую пришло около трёх тысяч жителей Вальпараисо, гости обыграли «Кондоров» со счётом 29:0. Вторая игра прошла в Сантьяго против «Принс-оф-Уэйлз», чемпиона страны того года. Титул, впрочем не помог чилийской команде избежать разгрома 66:0. На третий матч «Пумы» вернулись в Вальпараисо и вновь одержали победу 31:3. Через два года чилийцы нанесли ответный визит и в единственном тестовом матче проиграли со счётом 33:3.

### Эпоха регбийных турне (1949—1995)

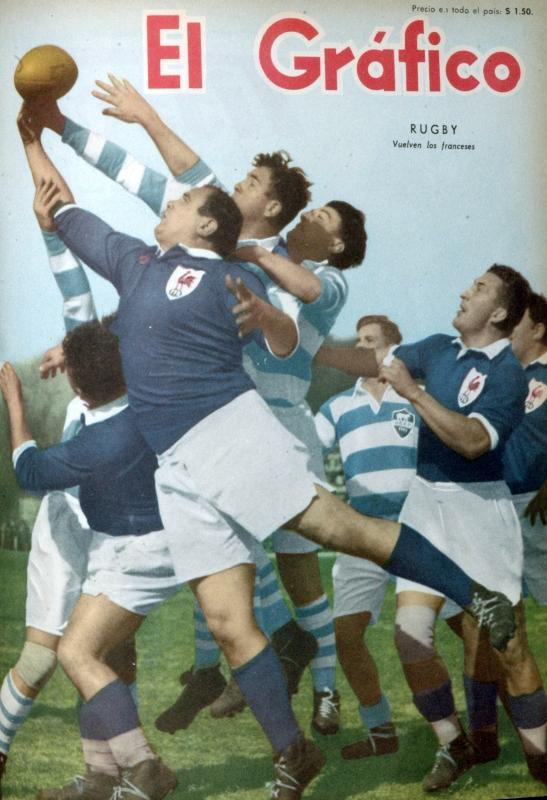
Обложка журнала «El Gráfico», на которой изображен один из тестовых матчей против французов в 1954 году.

В 1949 году страну посетила сборная Франции, которая стала первой национальной командой Старого света, отправившейся в свет Новый. Гости провели несколько матчей с местными клубами, а затем и два против «Пум». «Синие» сумели одержать победы в обоих тестовых матчах, хотя и не сильно уверенно — туристы выиграли 5:0 и 12:3 во многом благодаря точности легенды французского регби Жана Прата. Любопытно, что на позиции фулбэка за аргентинцев в обоих матчах сыграл Барри Холмс, который за всего лишь за месяц до этого обыгрывал французов, выступая за сборную Англии, а двумя годами ранее посещал страну будучи одним из членов объединённой сборной Оксфорда и Кембриджа.
В 1951 году состоялся первый турнир сборных команд Южной Америки, который был проведён в честь первых Панамериканских игр по инициативе Аргентинского регбийного союза. В соревновании приняли участие сборные Аргентины, Бразилии (по-сути сформированная из игроков клубов «Рио-де-Жанейро» и «Сан-Паулу»), Уругвая и Чили. Все матчи прошли в Буэнос-Айресе, а победителем стали «Пумы», разгромившие всех своих соперников кроме «Кондоров», в составе которых тогда выступали братья Иан и Дональд Кэмпбелл, спустя полвека попавшие в Зал славы IRB. Через два месяца после завершения турнира Регбийный союз Ривер Плейт сменил название на современное. Следующее континентальное первенство состоялось лишь семь лет спустя, а за это время страну впервые посетили ирландцы (в 1952 году, «Пумы» даже сумели свести одну встречу вничью 3:3, что стало успехом для местного регби) и по второму разу сборная Франции (выиграли оба тестовых матча в 1954 году) и объединённая команда Оксфорда и Кембриджа (выиграли оба тестовых матча в 1956 году).
Чемпионат Южной Америки 1958 прошёл в Чили, а бразильцев на нём сменили перуанцы. «Пумы» вновь стали победителями: как и в первом розыгрыше они встретили сопротивление только от сборной Чили (14:0), а двух остальных противников разгромили (44:0 против Перу и 50:3 против Уругвая). После завершения турнира регбийные союзы команд-участниц договорились о проведении чемпионата раз в три года. Следующее континентальное первенство, прошедшее в Монтевидео в 1961 году, вновь выиграли аргентинцы, хотя они и испытывали серьёзные проблемы со схваткой в матче против чилийцев.
В 1965 году «Пумы» впервые в своей истории отправились в турне на другой континент. Аргентинцы пересекли Атлантику и провели 16 матчей в Южной Африке — 15 нетестовых (в том числе против сборной Родезии) и один тестовый со второй сборной ЮАС — из которых выиграли 11 и ещё один свели вничью. Именно этой поездке сборная Аргентины обязана своим прозвищем — во время первой игры журналист местного издания «The Weekly Farers», который перепутал ягуара на эмблеме команды с пумой. Турне в Африку была спланировано за год и команда серьёзно готовилась к новому вызову — Аргентинский регбийный союз заранее пригласил южноафриканца Изака ван Хэрендена, который был сторонником крайне строгого подхода к тренировкам. В конце концов это принесло плоды, поскольку «Пумы» свой единственный тестовый матч выиграли, а само турне вошло в историю как отправная точка к будущему величию.

## История выступлений

### Чемпионат регби
Сборная Аргентины ежегодно принимает участие в Чемпионате регби с 2012 года, где играет с сильнейшими командами Южного полушария: Австралией, Новой Зеландией и ЮАР. Её лучший результат — третье место в 2015 году. В первый раз «Пумы» одержали победу в последнем матче турнира 2014 года над «Уоллабис», два других раза они обыграли «Спрингбокс» в 2015 и 2016 годах.
| Чемпионат регби (2012—н.в.) | Чемпионат регби (2012—н.в.) | Чемпионат регби (2012—н.в.) | Чемпионат регби (2012—н.в.) | Чемпионат регби (2012—н.в.) | Чемпионат регби (2012—н.в.) | Чемпионат регби (2012—н.в.) | Чемпионат регби (2012—н.в.) | Чемпионат регби (2012—н.в.) | Чемпионат регби (2012—н.в.) | Чемпионат регби (2012—н.в.) |
| Сборная                     | Игры                        | Игры                        | Игры                        | Игры                        | Очки                        | Очки                        | Очки                        | Бонусные очки               | Турнирные очки              | Победы в турниры            |
| Сборная                     | матчи                       | победы                      | ничьи                       | поражения                   | очки +                      | очки -                      | разница                     | Бонусные очки               | Турнирные очки              | Победы в турниры            |
| --------------------------- | --------------------------- | --------------------------- | --------------------------- | --------------------------- | --------------------------- | --------------------------- | --------------------------- | --------------------------- | --------------------------- | --------------------------- |
| Новая Зеландия              | 27                          | 24                          | 1                           | 2                           | 890                         | 421                         | +469                        | 17                          | 115                         | 4                           |
| Австралия                   | 27                          | 13                          | 1                           | 13                          | 553                         | 662                         | −109                        | 5                           | 59                          | 1                           |
| ЮАР                         | 27                          | 12                          | 1                           | 14                          | 639                         | 604                         | +35                         | 12                          | 62                          | 0                           |
| Аргентина                   | 27                          | 3                           | 1                           | 23                          | 466                         | 861                         | −395                        | 9                           | 23                          | 0                           |

Обновление: 10 октября 2016 
 Источник: EPSN Scrum

### Чемпионат мира
Сборная Аргентины принимала участие во все восьми чемпионатах мира, первый из которых прошёл в 1987 году. Своего наилучшего результата «Пумы» добились в 2007 году, когда сумели занять третье место, обыграв хозяев состязания, французов. В следующий раз они сыграли попали в четвёрку лучших в 2015 году, однако бронзовыми призёрами стать не сумели потерпев поражение от команды из ЮАР.
| Чемпионат мира по регби | Чемпионат мира по регби | Чемпионат мира по регби | Чемпионат мира по регби | Чемпионат мира по регби | Чемпионат мира по регби | Чемпионат мира по регби | Чемпионат мира по регби | Квалификационный турнир         | Квалификационный турнир         | Квалификационный турнир         | Квалификационный турнир         | Квалификационный турнир         | Квалификационный турнир         |
| Год                     | Результат               | Игр                     | Выиграно                | Ничьих                  | Проиграно               | Очков +                 | Очков -                 | Игр                             | Выиграно                        | Ничьих                          | Проиграно                       | Очков +                         | Очков -                         |
| ----------------------- | ----------------------- | ----------------------- | ----------------------- | ----------------------- | ----------------------- | ----------------------- | ----------------------- | ------------------------------- | ------------------------------- | ------------------------------- | ------------------------------- | ------------------------------- | ------------------------------- |
| 1987                    | Групповой турнир        | 3                       | 1                       | 0                       | 2                       | 49                      | 90                      | Квалифицировались автоматически | Квалифицировались автоматически | Квалифицировались автоматически | Квалифицировались автоматически | Квалифицировались автоматически | Квалифицировались автоматически |
| 1991                    | Групповой турнир        | 3                       | 0                       | 0                       | 3                       | 38                      | 83                      | 4                               | 2                               | 0                               | 2                               | 57                              | 46                              |
| 1995                    | Групповой турнир        | 3                       | 0                       | 0                       | 3                       | 69                      | 87                      | 5                               | 5                               | 0                               | 0                               | 184                             | 53                              |
| 1999                    | Четвертьфинал           | 5                       | 3                       | 0                       | 2                       | 137                     | 122                     | 3                               | 3                               | 0                               | 0                               | 161                             | 52                              |
| 2003                    | Групповой этап          | 4                       | 2                       | 0                       | 2                       | 140                     | 57                      | Квалифицировались автоматически | Квалифицировались автоматически | Квалифицировались автоматически | Квалифицировались автоматически | Квалифицировались автоматически | Квалифицировались автоматически |
| 2007                    | Бронзовый призёр        | 7                       | 6                       | 0                       | 1                       | 209                     | 93                      | 2                               | 2                               | 0                               | 0                               | 73                              | 6                               |
| 2011                    | Четвертьфинал           | 5                       | 3                       | 0                       | 2                       | 100                     | 73                      | Квалифицировались автоматически | Квалифицировались автоматически | Квалифицировались автоматически | Квалифицировались автоматически | Квалифицировались автоматически | Квалифицировались автоматически |
| 2015                    | Четвёртое место         | 7                       | 4                       | 0                       | 3                       | 250                     | 143                     | Квалифицировались автоматически | Квалифицировались автоматически | Квалифицировались автоматически | Квалифицировались автоматически | Квалифицировались автоматически | Квалифицировались автоматически |
| 2019                    | Групповой этап          | 4                       | 2                       | 0                       | 2                       | 106                     | 91                      | Квалифицировались автоматически | Квалифицировались автоматически | Квалифицировались автоматически | Квалифицировались автоматически | Квалифицировались автоматически | Квалифицировались автоматически |
| 2023                    | Четвёртое место         | 7                       | 4                       | 0                       | 3                       | 185                     | 156                     |                                 |                                 |                                 |                                 |                                 |                                 |

### Общие результаты
| Топ-30 рейтинга на 31 октября 2022                  |                |                |       |
| №                                                   | Подъём/падение | Сборная        | Очки  |
| 1                                                   | ▬              | Ирландия       | 90.03 |
| 2                                                   | ▬              | Франция        | 89.41 |
| 3                                                   | ▬              | ЮАР            | 89    |
| 4                                                   | ▬              | Новая Зеландия | 87.64 |
| 5                                                   | ▬              | Англия         | 86.25 |
| 6                                                   | ▲ 3            | Австралия      | 82.08 |
| 7                                                   | ▬              | Уэльс          | 81.28 |
| 8                                                   | ▬              | Аргентина      | 81.21 |
| 9                                                   | ▼ 3            | Шотландия      | 80.51 |
| 10                                                  | ▬              | Япония         | 77.39 |
| 11                                                  | ▬              | Самоа          | 75.75 |
| 12                                                  | ▬              | Фиджи          | 75.08 |
| 13                                                  | ▬              | Грузия         | 74.51 |
| 14                                                  | ▬              | Италия         | 73.29 |
| 15                                                  | ▬              | Испания        | 69.27 |
| 16                                                  | ▬              | Тонга          | 67.79 |
| 17                                                  | ▬              | Румыния        | 66.33 |
| 18                                                  | ▬              | Уругвай        | 65.97 |
| 19                                                  | ▬              | США            | 65.17 |
| 20                                                  | ▬              | Португалия     | 65.08 |
| 21                                                  | ▬              | Чили           | 61.24 |
| 22                                                  | ▬              | Гонконг        | 61.03 |
| 23                                                  | ▬              | Канада         | 60.99 |
| 24                                                  | ▬              | Намибия        | 60.56 |
| 25                                                  | ▬              | Россия         | 58.06 |
| 26                                                  | ▬              | Бельгия        | 55.97 |
| 27                                                  | ▬              | Бразилия       | 57.84 |
| 28                                                  | ▬              | Нидерланды     | 53.69 |
| 29                                                  | ▬              | Польша         | 53.03 |
| 30                                                  | ▬              | Германия       | 52.79 |
| Изменение позиции — по сравнению с 26 сентября 2022 |                |                |       |
| Полный список на сайте World Rugby                  |                |                |       |

Таблица всех международных встреч сборной Аргентины после летних международных матчей 2017 года.

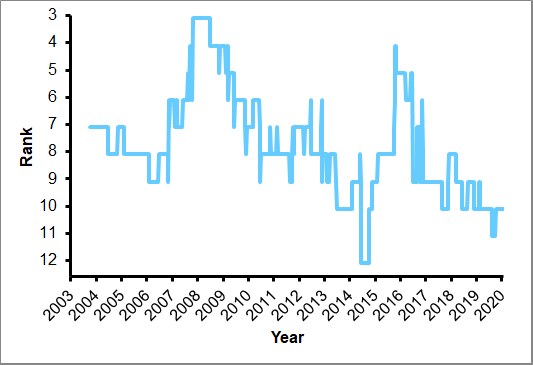
График изменения позиции сборной Аргентины в рейтинге World Rugby с 2003 по 2017 годы.

| Противник          | Игры | Победы | Поражения | Ничьи | Победы % |
| ------------------ | ---- | ------ | --------- | ----- | -------- |
| Австралия          | 27   | 5      | 21        | 1     | 18.52%   |
| Англия             | 23   | 4      | 17        | 2     | 17.39%   |
| Бразилия           | 13   | 13     | 0         | 0     | 100%     |
| Британские острова | 6    | 0      | 6         | 0     | 0%       |
| Венесуэла          | 1    | 1      | 0         | 0     | 100%     |
| Грузия             | 5    | 5      | 0         | 0     | 100%     |
| Зимбабве           | 1    | 0      | 1         | 0     | 0%       |
| Ирландия           | 21   | 8      | 12        | 1     | 38.1%    |
| Италия             | 21   | 15     | 5         | 1     | 71.43%   |
| Канада             | 8    | 6      | 2         | 0     | 75%      |
| Намибия            | 3    | 3      | 0         | 0     | 100%     |
| Новая Зеландия     | 28   | 0      | 27        | 1     | 0%       |
| Оксфорд и Кембридж | 8    | 2      | 5         | 1     | 25%      |
| Парагвай           | 17   | 17     | 0         | 0     | 100%     |
| Перу               | 1    | 1      | 0         | 0     | 100%     |
| Румыния            | 8    | 8      | 0         | 0     | 100%     |
| Самоа              | 4    | 1      | 3         | 0     | 25%      |
| Сборная мира       | 2    | 2      | 0         | 0     | 100%     |
| США                | 8    | 8      | 0         | 0     | 100%     |
| Тонга              | 1    | 1      | 0         | 0     | 100%     |
| Уругвай            | 41   | 41     | 0         | 0     | 100%     |
| Уэльс              | 19   | 6      | 12        | 1     | 31.58%   |
| Фиджи              | 4    | 3      | 1         | 0     | 75%      |
| Франция            | 50   | 14     | 35        | 1     | 28%      |
| Чили               | 38   | 38     | 0         | 0     | 100%     |
| Шотландия          | 19   | 10     | 9         | 0     | 52.63%   |
| ЮАР                | 26   | 2      | 23        | 0     | 7.69%    |
| ЮАР А              | 5    | 1      | 4         | 0     | 20%      |
| ЮАР U-23           | 6    | 2      | 4         | 0     | 33.33%   |
| Япония             | 6    | 5      | 1         | 0     | 83.33%   |
| Всего              | 422  | 226    | 186       | 10    | 53.55%   |

## Текущий состав
Состав сборной на Чемпионат регби 2017:
Главный тренер: Даниэль Уркаде.
| Имя                        | Позиция   | Матчи | Клуб       |
| -------------------------- | --------- | ----- | ---------- |
| Агустин Криви              | Хукер     | 64    | «Хагуарес» |
| Хулиан Монтойя             | Хукер     | 34    | «Хагуарес» |
| Фелипе Аррегуи             | Проп      | 0     | «Хагуарес» |
| Сантьяго Гарсия Ботта      | Проп      | 15    | «Хагуарес» |
| Лукас Ногера Пас           | Проп      | 36    | «Хагуарес» |
| Энрике Пьеретто            | Проп      | 18    | «Хагуарес» |
| Науэль Тетас Чапарро       | Проп      | 34    | «Хагуарес» |
| Рамиро Эррера              | Проп      | 36    | «Хагуарес» |
| Матиас Алеманно            | Лок       | 35    | «Хагуарес» |
| Маркос Кремер              | Лок       | 5     | «Хагуарес» |
| Томас Лаванини             | Лок       | 34    | «Хагуарес» |
| Гвидо Петти                | Лок       | 28    | «Хагуарес» |
| Родриго Баэс               | Фланкер   | 17    | «Хагуарес» |
| Хавьер Ортега Десио        | Фланкер   | 36    | «Хагуарес» |
| Хуан Мануэль Легисамон     | Фланкер   | 78    | «Хагуарес» |
| Томас Лесана               | Фланкер   | 15    | «Хагуарес» |
| Пабло Матера               | Фланкер   | 39    | «Хагуарес» |
| Бенхамин Макоме            | Номер 8   | 24    | «Хагуарес» |
| Леонардо Сенаторе          | Номер 8   | 47    | «Хагуарес» |
| Гонсало Бертрану           | Скрам-хав | 5     | «Хагуарес» |
| Томас Кубелли              | Скрам-хав | 60    | «Брамбиз»  |
| Мартин Ландахо             | Скрам-хав | 71    | «Хагуарес» |
| Сантьяго Гонсалес Иглесиас | Флай-хав  | 32    | «Хагуарес» |
| Николас Санчес             | Флай-хав  | 55    | «Хагуарес» |
| Херонимо де ла Фуэнте      | Центр     | 32    | «Хагуарес» |
| Матиас Морони              | Центр     | 24    | «Хагуарес» |
| Матиас Орландо             | Центр     | 26    | «Хагуарес» |
| Хуан Мартин Эрнандес       | Центр     | 70    | «Хагуарес» |
| Баутиста Эскурра           | Центр     | 0     | «Хагуарес» |
| Эмилиано Боффелли          | Винг      | 4     | «Хагуарес» |
| Сантьяго Кордеро           | Винг      | 30    | «Хагуарес» |
| Мануэль Монтеро            | Винг      | 26    | «Хагуарес» |
| Рамиро Мойано              | Фулбэк    | 17    | «Хагуарес» |
| Хоакин Тукуле              | Фулбэк    | 45    | «Хагуарес» |

## Комментарии
1. ↑  Команда соперников не была «Британскими львами» в полном смысле этого понятия, поскольку в это же время «настоящие Львы» находились в турне по Южной Африке. Сборная Британских островов (или как её ещё называют комбинированная сборная Великобритании) сыграла в Аргентине несколько матчей. Эта поездка, как и две другие в 1927 и 1936 годах, вошла в историю как «забытое турне».
2. ↑  «Кондоры» (исп. Los Cóndores) — наиболее распространённое прозвище сборной Чили по регби.
3. ↑  «Синие» (фр. Les Bleus) — наиболее распространённое прозвище сборной Франции по регби.
4. ↑  Официальным хозяином турнира был Уэльс, но некоторые матчи чемпионата также прошли в Англии, Франции, Ирландии и Шотландии.
5. ↑  Официальным хозяином турнира была Франция, но некоторые матчи чемпионата также прошли в Шотландии и Уэльсе.
6. ↑  Официальным хозяином турнира была Англия, но некоторые матчи чемпионата также прошли в Уэльсе.
7. ↑  Количество матчей за сборную верно по состоянию на 26 августа 2017 года.